# Rape, Abuse & Incest National Network
Il Network nazionale per stupro, abuso e incesto (Rape, Abuse & Incest National Network - RAINN) è un'organizzazione non-profit statunitense contro le aggressioni sessuali, la più grande degli Stati Uniti. RAINN gestisce la National Sexual Assault Hotline, nonché la Safe Helpline del Dipartimento della Difesa (DoD), e svolge programmi di prevenzione delle aggressioni sessuali, aiuto ai sopravvissuti e controllo perché i colpevoli vengano assicurati alla giustizia attraverso servizi per le vittime, istruzione pubblica, politica pubblica e servizi di consulenza.
RAINN è stata fondata nel 1994 da Scott Berkowitz. Tori Amos è stata la prima portavoce dell'organizzazione. Christina Ricci è l'attuale portavoce nazionale e membro del suo National Leadership Council.

## National Sexual Assault Hotline
La hotline nazionale per le aggressioni sessuali è un servizio telefonico gratuito 24 ore su 24 che indirizza le chiamate al più vicino fornitore di servizi d'aiuto per violenza sessuale. Più di 1.000 partnership locali sono associate a RAINN per offrire alle vittime di violenza sessuale servizi gratuiti e riservati.
Nell'estate del 2006, RAINN ha ricevuto la milionesima telefonata  e ha aiutato più di 2,5 milioni di visitatori fin dal 1994.
Dal 2008, RAINN offre supporto anonimo in caso di crisi tramite la sua hotline nazionale online per aggressioni sessuali tramite messaggistica istantanea .
Il wrestler e scrittore professionista Mick Foley è membro del consiglio nazionale di leadership di RAINN e ha lavorato come volontario nella sua hotline online. È stato coinvolto nell'organizzazione benefica dalla sua amica Tori Amos, la sua musicista preferita. Durante un periodo di 15 mesi terminato nell'aprile 2011, Foley ha trascorso più di 550 ore a parlare con le vittime online. Lo stesso mese, si è offerto di falciare il prato di chiunque avesse donato un certo importo all'organizzazione, dicendo: "Se vuoi aiutare le vittime di aggressione sessuale sopravvissute o semplicemente vedere un ragazzo grande e grosso con i capelli lunghi che taglia l'erba di fronte ai tuoi amici, per favore partecipa..." 

## La giornata del Rainn
Ogni anno, RAINN sponsorizza il RAINN Day, una campagna orientata alla sensibilizzazione e all'istruzione degli studenti e delle studentesse riguardo alla violenza sessuale, l'intervento degli astanti e le risorse di recupero nei campus universitari. Si teneva a settembre , ma a partire dal 2018 è stato spostato ad aprile perché coincidesse con il mese della prevenzione e della sensibilizzazione sulle aggressioni sessuali (Sexual Assault Awareness and Prevention Month - SAAPM).

## Posizioni pubbliche
RAINN ha pubblicato comunicati stampa a sostegno delle vittime sopravvissute che devono affrontare il controllo dei media, tra cui la Dottoressa Blasey Ford. Il presidente di RAINN, Scott Berkowitz, ha anche rilasciato diverse dichiarazioni pubbliche, inclusa la sua convinzione che discutere contro l'espansione del gasdotto Keystone come potenziale canale di violenza sessuale sia "insolito":
"Non l'ho mai sentito prima come argomento contro l'espansione del commercio", ha detto Scott Berkowitz, presidente di Rape, Abuse & Incest National Network. "La violenza sul posto di lavoro è piuttosto comune, ma penso che come argomento a favore o contro un gasdotto sia un po' insolita".
RAINN ha anche preso posizione riguardo all'accusa contro Joe Biden. "Apprezziamo che il vicepresidente Biden abbia finalmente affrontato le accuse di Tara Reade. Esse meritano un'indagine rigorosa e sollecitiamo il vicepresidente Biden a rendere pubblici tutti i documenti che potrebbero essere rilevanti, compresi quelli ospitati presso l'Università del Delaware, oltre a tutti i documenti del Senato conservati presso gli archivi nazionali. Chiediamo a lui, alla sua campagna e all'ex personale di collaborare pienamente e di fornire una completa trasparenza" - Heather Drevna, vicepresidentessa delle comunicazioni, RAINN.

## Controversie
Nel 2014, RAINN è stata oggetto di polemiche per le sue critiche alla frase cultura dello stupro nel raccomandare una task force della Casa Bianca per affrontare la violenza sessuale nei campus universitari.